# Địa lý Đài Loan
Đài Loan là một hòn đảo và một quần đảo tại Đông Á, bao gồm đảo Đài Loan và một số đảo nhỏ hơn xung quanh như quần đảo Bành Hồ, Lan tự, Lục đảo, và Tiểu Lưu Cầu. Hòn đảo chính nằm cách bờ biển đông nam Trung Quốc đại lục qua eo biển Đài Loan khoảng 180 kilômét (112 dặm). Đài Loan có diện tích 35.883 km2 (13.855 dặm vuông Anh) và có Chí tuyến Bắc đi ngang qua. Quần đảo tạo thành phần lớn lãnh thổ của Trung Hoa Dân Quốc (cũng thường gọi là "Đài Loan"), sau khi chính quyền này để mất Trung Quốc đại lục trong Nội chiến Trung Quốc.
Đài Loan có biển Hoa Đông nằm ở phía bắc, biển Philippine nằm ở phía đông, eo biển Luzon nằm thẳng hướng nam và Biển Đông nằm ở phía tây nam. Hòn đảo có sự tương phản, hai phần ba phía đông chủ yếu là vùng núi non hiểm trở thuộc năm dãy núi chạy từ phía bắc đến mũi phía nam của đảo, trong khi phía Tây là các đồng bằng từ bằng phẳng đến lượn sóng thoai thoải - nơi sinh sống của hầu hết dân cư Đài Loan. Đỉnh núi cao nhất Đài Loan là Ngọc Sơn với cao độ 3.952 mét (12.966 ft), và có năm đỉnh núi khác cao trên 3500 mét. Điều này đã khiến cho Đài Loan trở thành đảo cao thứ tư thế giới.

## Ranh giới tự nhiên
Đảo Đài Loan là đảo chính của quần đảo cùng tên, chiếm khoảng 99% tổng diện tích của các lãnh thổ do Trung Hoa Dân Quốc quản lý; 1% còn lại bao gồm các đảo nhỏ hơn trong quần đảo như Lan tự và quần đảo Bành Hồ, cũng như - Lục đảo và Tiểu Lưu Cầu. Quần đảo tách rời khỏi Trung Quốc lục địa qua eo biển Đài Loan, dao động từ 220 km (137 mi) tại điểm rộng nhất đến 130 km (81 mi) ở điểm hẹp nhất. Đài Loan được bao bọc bởi eo biển Luzon ở phía nam, biển Hoa Đông ở phía bắc, và Thái Bình Dương (biển Philippines) ở phía đông. Hình dạng của đảo chính Đài Loan tương tự như một củ khoai lang nếu nhìn theo hướng bắc-nam, và do đó, người Đài Loan, đặc biệt là cộng đồng Mân Nam, thường tự gọi họ là "đứa con của Khoai Lang."
Các đảo Kim Môn, Mã Tổ, Ô Khâu, nằm ở phía bên kia của eo biển Đài Loan, và quần đảo Đông Sa và đảo Thái Bình (Việt Nam gọi là Ba Bình) trên Biển Đông, đều do chính quyền Trung Hoa Dân Quốc quản lý. Tuy nhiên, các đảo này không phải là một phần của quần đảo Đài Loan.
Diện tích Đài Loan là 35.980 km2 (13.892 dặm vuông Anh) trong đó 32.260 km2 (12.456 dặm vuông Anh) là đất liền và 3.720 km2 (1.436 dặm vuông Anh) là diện tích vùng lãnh hải tự tuyên bố, hòn đảo hơi nhỏ hơn so với diện tích của đồng bằng sông Cửu Long, và lớn hơn một chút so với diện tích nước Bỉ. Đảo Đài Loan dài 394 km (245 mi) và rộng 144 km (89 mi). Đường bờ biển của đảo dài 1.566,3 km (973,3 mi). Trung Hoa Dân Quốc tuyên bố vùng đặc quyền kinh tế rộng 200 nmi (370,4 km; 230,2 mi) và lãnh hải rộng 12 nmi (22,2 km; 13,8 mi).

## Địa chất

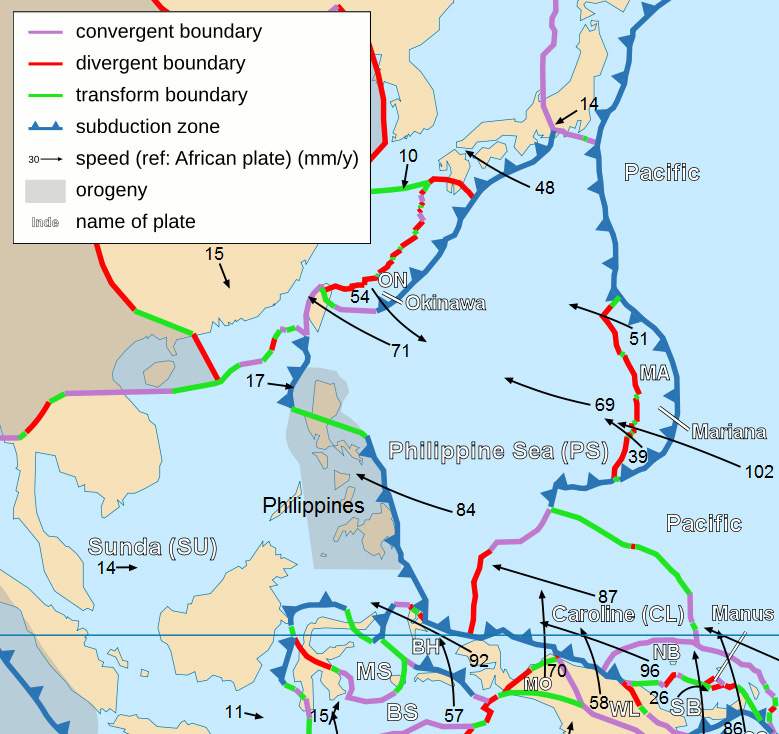
Đài Loan nằm trên rìa phía tây của mảng Philippines

Hòn đảo Đài Loan được tạo thành từ xấp xỉ 4 đến 5 triệu năm trước tại một ranh giới hội tụ phức tạp giữa mảng biển Philippine và mảng Á-Âu. Trong một ranh giới chạy dọc theo chiều dài hòn đảo và tiếp tục chạy theo hướng nam đến cung núi lửa Luzon (bao gồm Lục đảo và Lan tự), mảng Á-Âu trượt bên dưới mảng biển Philippine. Phần phía tây của hòn đảo, và phần lớn dãy núi trung tâm, gồm các cặn trầm tích bị vỡ vụn ra từ mép đi xuống của mảng Á-Âu. Ở phía đông bắc hòn đảo, và tiếp tục theo hướng đông tại Cung núi lửa Ryukyu, mảng biển Philippine trượt bên dưới mảng Á-Âu.
Ranh giới kiến tạo vẫn tiếp tục hoạt động, và Đài Loan phải chịu từ 15.000 đến 18.000 trận động đất mỗi năm, trong đó từ 800 đến 1.000 trận người dân có thể nhận biết. Trận động đất thảm khốc nhất trong thời gian gần đây là động đất Tập Tập, xảy ra tại trung tâm của đảo Đài Loan vào ngày 21 tháng 9 năm 1999, khiến trên 2.400 người thiệt mạng.
Ngày 4 tháng 3 năm 2010, một trận động đất lớn đã xảy ra tại miền Nam Đài Loan.

## Địa hình

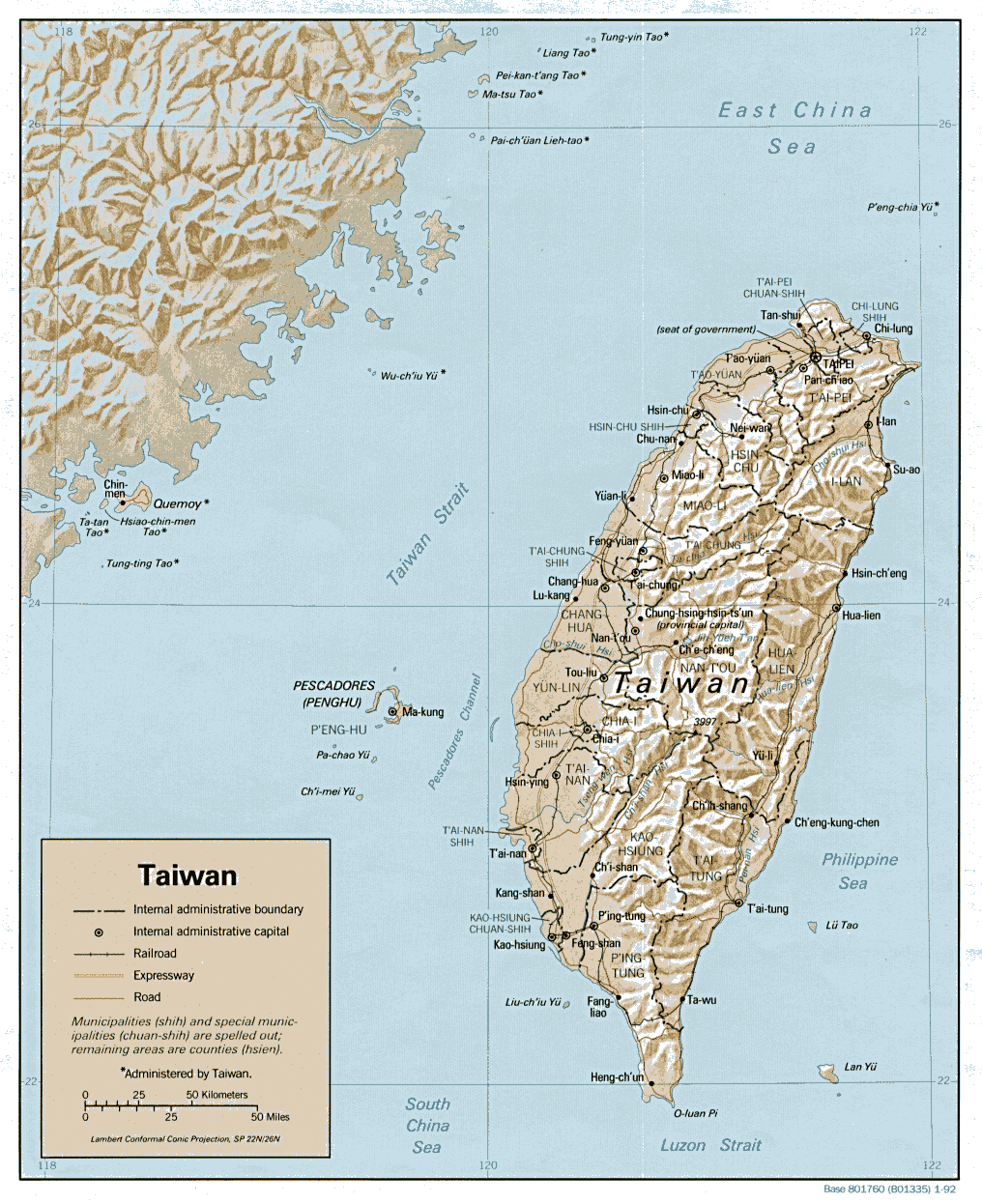
Một bản đồ địa hình của Đài Loan.

Địa hình của Đài Loan được phân thành hai phần: các đồng bằng bằng phẳng cho đến lượn sóng thoai thoải ở phía tây, nơi có đến 90% cư dân sinh sống, và hầu hết các dãy núi gồ ghề có rừng bao phủ nằm ở hai phần ba phía đông của đảo.
Phần phía đông của đảo bị năm dãy núi thống trị, các dãy núi này chạy từ bắc-đông bắc đến nam-tây nam, gần như song song với bờ biển phía đông của đảo. Nếu được coi là một nhóm, chúng trải dài 330 kilômét (210 mi) từ bắc đến nam và có chiều đông-tây trung bình là khoảng 80 kilômét (50 mi). Chúng bao gồm trên 200 đỉnh núi có độ cao trên 3.000 m (9.843 ft).
- Dãy núi Trung ương (中央山脈) trải dài từ Tô Áo ở đông bắc đến mũi Nga Loan ở cực nam của đảo, tạo thành một dãy gồm các ngọn núi cao và là lưu vực chính của các sông và suối trên đảo. Dãy núi chủ yếu bao gồm đá cứng tạo thành sự kháng lại phong hóa và xói mòn, mặc dù mưa lớn đã tạo ra các vách núi lởm chởm sâu thẳm ở các bên với những hẻm núi và thung lũng hạ độ cao đột ngột. Vườn quốc gia Taroko nằm ở vùng núi phía đông hòn đảo, là một ví dụ tốt nhất đối với địa hình đồi núi, các hẻm núi và xói mòn gây ra bởi một con sông chảy nhanh. Sự khác nhau tương đối về độ cao của địa hình thường có phạm vi rộng, và các dãy núi với rừng che phủ cùng sự gồ ghề tột cùng của nó hầu như là không thể đi qua được. Phần phía đông của dãy núi Trung ương là sườn núi dốc nhất tại Đài Loan, với các dốc đứng đứt đoạn cao từ 120 đến 1.200 m (3.937 ft).
- Dãy núi Tuyết Sơn (雪山山脈) nằm ở tây bắc của dãy núi Trung ương, bắt đầu ở Tam Điêu Giác tại đông bắc và có độ cao tăng lên khi kéo dài về phía tây nam. Tuyết Sơn, đỉnh núi chính, có chiều cao 3.886 m (12.749 ft).
- Dãy núi Ngọc Sơn (玉山山脈) chạy dọc theo sườn tây nam của dãy núi Trung ương. Dãy núi này có đỉnh núi cao nhất trên đảo, Ngọc Sơn với cao độ 3.952 m (12.966 ft).[13]
- Dãy núi A Lý Sơn (阿里山山脈) nằm ở phía tây dãy núi Ngọc Sơn, độ cao chủ yếu là từ 1.000 đến 2.000 m (6.562 ft). Đỉnh núi chính, Đại Tháp Sơn (大塔山), cao 2.663 m (8.737 ft).
- Dãy núi Hải Ngạn (海岸山脈) trải dài từ cửa sông Hoa Liên ở phía bắc đến huyện Đài Đông ở phía nam, và chủ yếu bao gồm sa thạch và đá phiến sét. Mặc dù Tân Cảng Sơn (新港山), đỉnh cao nhất, đạo đến cao độ 1.682 m (5.518 ft), song dãy núi hầu hết là các ngọn đồi lớn. Những dòng suối nhỏ đã phát triển ở hai bên sườn, song chỉ một con sông lớn cắt qua dãy núi. Vùng đất cằn nằm ở chân núi phía tây của dãy núi Hải Ngạn, nơi mực nước ngầm là thấp nhất và đá hình thành có sự kháng cự thấp nhất với thời tiết. Việc các rạn san hô được nâng cao lên dọc theo bờ biển phía đông và thường xuyên xảy ra động đất trong thung lũng đứt đoạn đã cho thấy rằng khối đứt gãy này vẫn đang nâng lên.

## Khí hậu
Khí hậu trên đảo nói chung là khí hậu đại dương và biến đổi nhiều theo mùa ở phần phía bắc và các khu vực đồi núi. Tuy nhiên, ở phía nam, thuộc vành đai nhiệt đới. Từ tháng 5 đến tháng 6 là mùa mưa, và hầu hết các ngày đều có mưa. Từ tháng 7 đến tháng 10, các cơn bão nhiệt đới có nhiều khả năng sẽ tấn công hòn đảo, với trung bình khoảng 4 cơn tấn công trực tiếp mỗi năm. Tại phần phía bắc của Đài Loan, tình trạng mây mù kéo dài dai dẳng trong năm; song ở phía nam thì những ngày mưa gần như luôn xảy ra vào mùa hè (90%). Lượng mưa hàng năm thường là hơn 2.500 mm (98,4 in), thậm chí là gần 5.000 mm (196,9 in) ở một số nơi tại phía Đông.

## Động thực vật

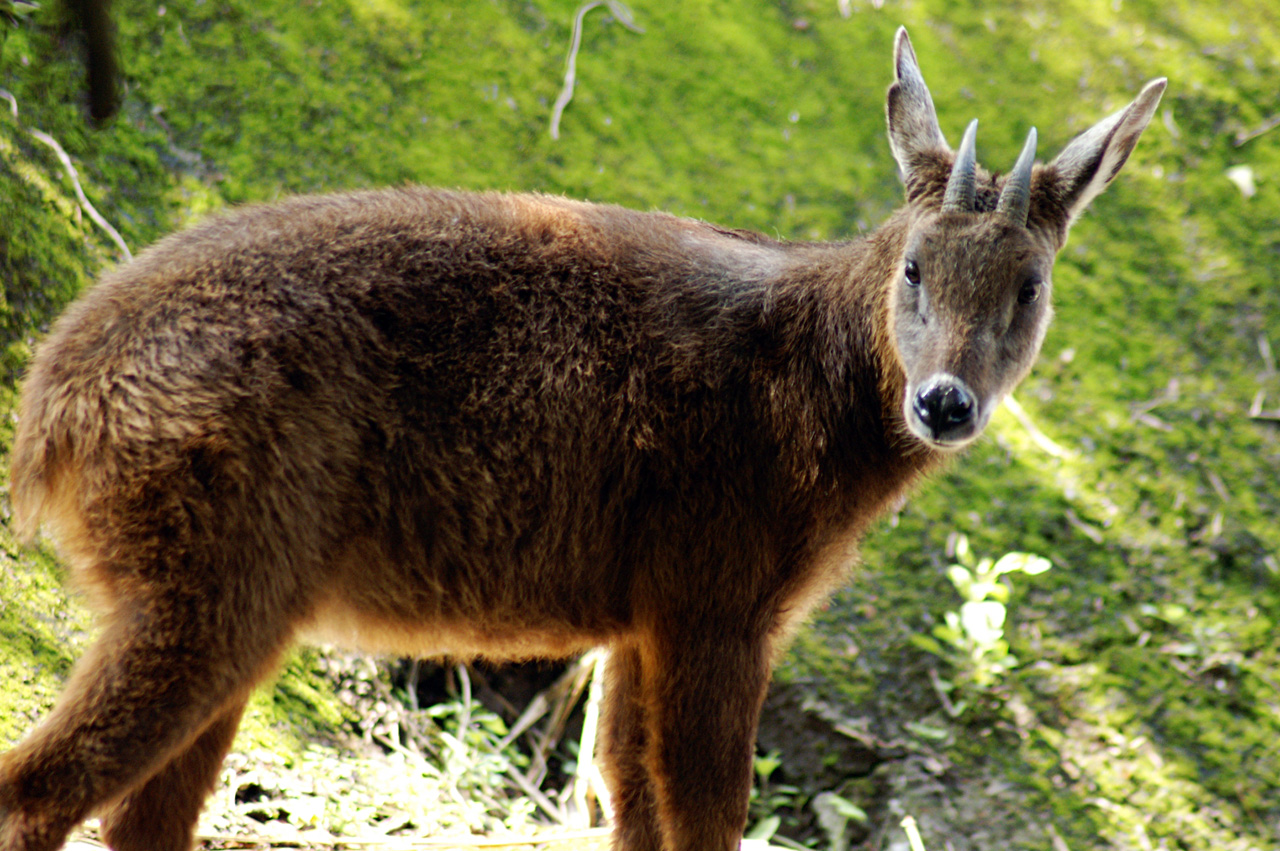
Sơn dương Đài Loan

Các khu rừng núi phía tây rất đa dạng về chủng loài, với một số loài đặc hữu như Chamaecyparis formosensis và Abies kawakamii, trong khi long não (Cinnamomum camphora) từng phát triển rộng rãi tại các vùng đất thấp (nay phần lớn đã bị khai phá để làm đất nông nghiệp). Trước khi Đài Loan đạt được thành công lớn về kinh tế, các khu vực đồi núi có một số loài và phân loài động vật đặc hữu, như gà lôi Swinhoe (Lophura swinhoii), Ác là xanh Đài Loan (Urocissa caerulea), gấu đen Đài Loan (Selanarctos thibetanus formosanus), hươu sao Đài Loan (Cervus nippon taiwanensis hay Cervus nippon taiouanus) và cá hồi Đài Loan (Oncorhynchus masou formosanus). Một số loài trong số đó nay đã tuyệt chủng, và một số loài khác được coi là loài nguy cấp.
Bảy vườn quốc gia tại Đài Loan có địa hình và hệ động thực vật đa dạng. Vườn quốc gia Khẩn Đinh ở mũi phía nam của Đài Loan có các rạn san hô được thúc đẩy kiến tạo, rừng nhiệt đới lá rộng và hệ sinh thái hải dương. Vườn quốc gia Ngọc Sơn có địa hình núi cao, các loại rừng khác nhau theo độ cao, và còn lại những con đường cổ xưa. Vườn quốc gia Dương Minh Sơn có địa chất núi lửa cùng các suối nước nóng, thác nước và rừng cây. Vườn quốc gia Taroko có các hẻm núi, vách núi và khe núi có đá cẩm thạch. Vườn quốc gia Tuyết Bá có hệ sinh thái núi cao và các thung lũng suối. Vườn quốc gia Kim Môn có các hồ nước, đất ngập nước, địa hình ven biển. Vườn Hải dương Quốc gia Đông Sa có các đảo san hô vòng còn nguyên vẹn, một hệ sinh thái biển độc đáo, có sự đa dạng sinh học, và là một môi trường sống quan trọng.